# Tachina multans
Tachina multans är en tvåvingeart som beskrevs av Walker 1853. Tachina multans ingår i släktet Tachina och familjen parasitflugor. Inga underarter finns listade i Catalogue of Life.